# Fannia xiaoi
Fannia xiaoi är en tvåvingeart som beskrevs av Fan 2000. Fannia xiaoi ingår i släktet Fannia och familjen takdansflugor. Inga underarter finns listade i Catalogue of Life.